# Ernst Boehe
Ernst Boehe, né le 27 décembre 1880 à Munich et mort le 16 novembre 1938 à Ludwigshafen, est un compositeur et chef d'orchestre allemand.

## Biographie
Ernst Boehe fait ses études musicales auprès de Rudolf Louis et Thuille à Munich.
Il devient chef associé avec Walter Courvoisier des Volkssymphoniekonzerte en 1907.
De 1913 à 1920, il est chef d'orchestre à la cour d'Oldenbourg et dirige les concerts de la Deutsche Staatsphilharmonie Rheinland-Pfalz à Ludwigshafen.
Il a composé de la musique à programme dans lesquels l'orchestration présente des cordes divisées, des instruments à vent utilisés de façon massive et divers effets percussifs. Ses poèmes symphoniques montrent une influence de Richard Wagner notamment par l'usage de motifs directeurs. Il est notamment connu pour une tétralogie pour orchestre, Odysseus' Fahrten (qui comprend Odysseus' Ausfahrt und Schiffbruch, Die Insel der Kirke, Die Klage der Nausikaa et Odysseus' Heimkehr), qui repose sur l'Odyssée d'Homère. La première partie de cette œuvre est créée à Munich le 20 février 1903, puis à Philadelphie le 3 décembre 1904. Il est aussi le compositeur d'un poème symphonique : Taormina.

## Œuvres principales

### Orchestre
- Aus Odysseus' Fahrten
- Sinfonischer Epilog zu einer Tragödie op. 11
- Taormina
- Tragische Ouvertüre op. 10